# Площадь Фрунзе (Владимир)
Площадь Фрунзе — площадь в городе Владимир. Первоначально ограниченная пересечением улиц Большой Нижегородской и Усти-на-Лабе, после прокладки Лыбедской магистрали имеет новую северо-восточную границу.
На площади находится мемориал видного революционера-большевика и видного советского военачальника, героя Гражданской войны Михаила Васильевича Фрунзе (1885—1925).

## История

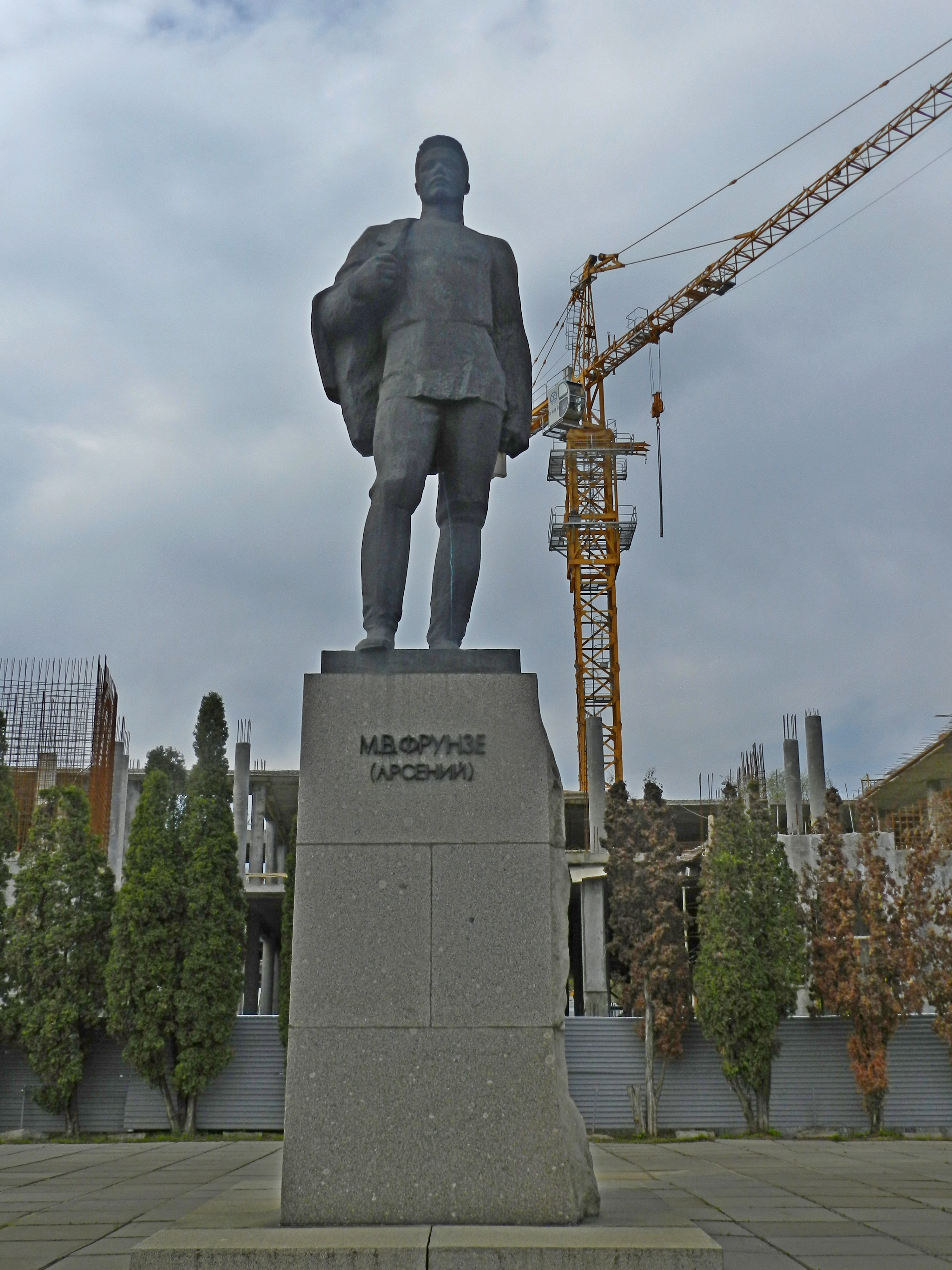
Памятник Фрунзе М. В.

Современная площадь заняла восточную оконечность древнего города Владимир.
Юго-восточная граница будущей площади оформилась в 1838 году после прокладки Московско-Нижегородского шоссе от Золотых ворот к Ковровской заставе, часть этого шоссе, выходившая к заставе, получила название Большой Нижегородской улицы. С востока площадь ограничивала пойма реки Лыбедь, при прокладке шоссе через реку был построен белокаменный мост с гранитными столбами и чугунными перилами внушительного вида. Со временем река сильно обмелела, и её отвели в коллектор. Возможно, в районе площади находились Серебряные ворота Древнего Владимира (не сохранились, точное их местоположение не известно).
С городом Владимир связаны трагические события в жизни Михаила Фрунзе. Здесь он был дважды (1908, 1909) судим за революционную деятельность, здесь дважды приговорён к смертной казни и подолгу дожидался исполнения приговора во Владимирском централе (в конце концов смертную казнь заменили каторгой). Заседания суда в 1909 году проходили в здании Офицерского собрания (в советские времена адрес здания — д. 24 по улице III интернационала).
Имя Михаила Фрунзе появилось на карте города после его кончины в 1925 году — решением президиума Владимирского горсовета 5 декабря 1925 года восточная часть улицы III Интернационала получила название улица Фрунзе. Выбор названия площади связан с тем, что в 1967 году памятник М. В. Фрунзе было решено установить здесь (улица его имени стала одной из границ площади). Краеведы усматривают логическую связь и с тем, что поблизости расположено и место заточения революционера с 1908 по 1912 год — Владимирский централ.
Проект планировки площади выполнил ленинградский архитектор Виктор Сохин. Закладка памятника прошла в торжественной обстановке
Название площади было утверждено в 1967 году.
Памятник Фрунзе был торжественно открыт 12 июня 1974 года, он был создан авторским коллективом — скульпторы Б. Д. Яковлев и Ю. А. Вашкевич, архитектор В. А. Сохин. Монумент из бронзы стал композиционным центром площади. К монументу подходят три лестницы с гранитными ступенями, площадки между маршами оформлены блоками красного гранита с рельефами на тему революционной и военной деятельности М. В. Фрунзе. Композицию площади с задней стороны памятника замыкает облицованная белым камнем стена.
В 2019 году на прилегающей к площади с востока территории (Большая Нижегородская улица, д. 49) возвели ТОЦ Русский дом, изменивший архитектурный ансамбль и восприятие площади.
С прокладкой Лыбедской магистрали возросло значение транспортных развязок у площади. В 2027 году планируется строительство дороги от площади Фрунзе в правобережные районы города с возведением второго моста через Клязьму.

## Площадь в кинематографе
В фильме «Прошу слова» 1975 года, по одной из версий, засняты приготовления к открытию памятника Фрунзе.